# ملك الأولاد (فلم)
ملك الأولاد (بالإنجليزية: King of Boys) هُو فيلم جريمة وإثارة سياسية نيجيري صدر سنة 2018، وأخرجه وأنتجه كيمي أديتيبا. يُعد هذا الفيلم ثاني عمل إخراجي لهذا الأخير بعد فيلم «حفلة الزفاف» (بالإنجليزية: The Wedding Party). الفيلم من بُطولة كُل من أديسوا إتومي وسولا سوبوالي وجيدي كوسوكو ومُغني الراب إيلبليس وآخرون. فاز الفيلم بكُل من جائزة الأكاديمية الأفريقية للأفلام لأفضل ممثل في دور رئيسي (سولا سوبوالي) وجائزة الأكاديمية الأفريقية للأفلام لأفضل ممثلة في دور مساعد (أديسوا إتومي) وجائزة أفضل فيلم نيجيري في حفل توزيع جوائز الأكاديمية الأفريقية للأفلام الخامس عشر، فيما رُشح لنيل جوائز أُخرى هي جائزة أفضل فيلم وأفضل مُخرج (كيمي أديتيبا) وأفضل ممثل في دور مساعد (رومينيس) وأفضل تصميم أزياء وأفضل مُؤثرات بصرية.

## طاقم التمثيل
- سولا سوبوالي في دور الحاجة إنيولا سلامي.
- أديسوا إتومي في دور كومي سلامي.
- جيدي كوسوكو في دور الحاج سلامي.
- أوساس إيغودارو في دور سادي بيلو.
- إيلبليس في دور أودوغو مالاي.
- رومينيس في دور ماكاناكي.
- توني تونز في دور شاب سلامي.
- أكين لويس في دور آري أكينواد.
- ديمولا أديدوين في دور كيتان سلامي.
- ساني معاذو في دور المُفتش شيخو.
- بول سامبو في دور نور الدين غبير.
- شارون أوجا في دور أماكا.
- جوموك جورج.

## روابط خارجية
مقالات تستعمل روابط فنية بلا صلة مع ويكي بيانات